# Kanton Périgueux-Centre
Der Kanton Périgueux-Centre war von 1973 bis 2015 ein französischer Wahlkreis im Arrondissement Périgueux, im Département Dordogne und in der Region Aquitanien. Vertreter im Generalrat des Départements war zuletzt von 2008 bis 2015 Jean-Paul Daudou. 
Der Kanton bestand aus einem Teil der Stadt Périgueux